# John T. Deweese

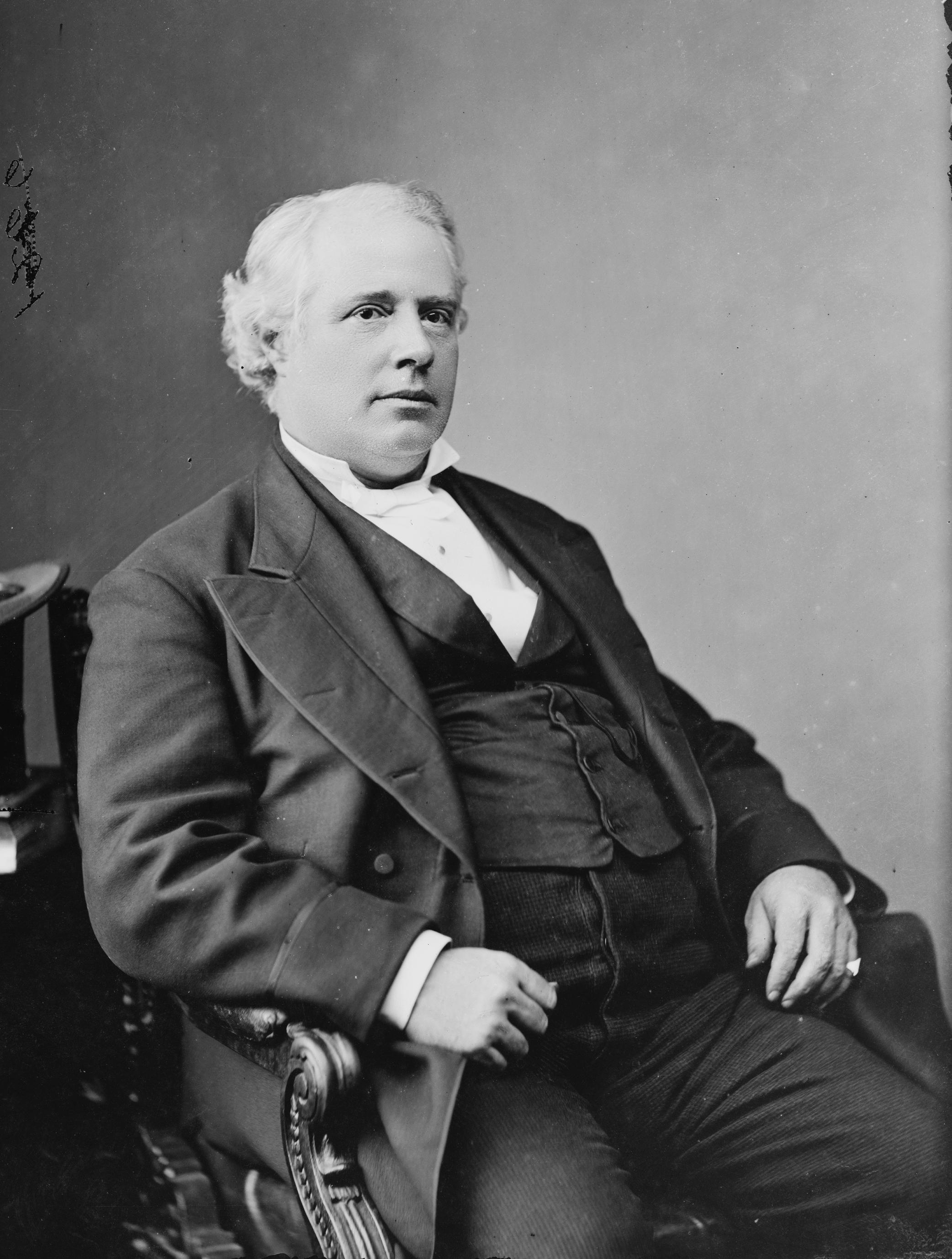
John T. Deweese

John Thomas Deweese (* 4. Juni 1835 in Van Buren, Arkansas; † 4. Juli 1906 in Washington, D.C.) war ein US-amerikanischer Politiker. Zwischen 1868 und 1870 vertrat er den Bundesstaat North Carolina im US-Repräsentantenhaus.

## Leben
John Deweese wurde zu Hause unterrichtet. Nach einem Jurastudium und seiner 1856 erfolgten Zulassung als Rechtsanwalt begann er in Henderson (Kentucky) in diesem Beruf zu arbeiten. Danach zog er für einige Zeit nach Denver in Colorado. Im Jahr 1860 ließ er sich im Pike County in Indiana nieder. Während des Bürgerkrieges diente Deweese im Heer der Union, in dem er es bis zum Oberst der Infanterie brachte. Nach dem Krieg zog er nach North Carolina. Nach der Neustrukturierung der Armee blieb er bis 1867 beim Militär, wurde aber zum Leutnant zurückgestuft, was damals nicht ungewöhnlich war. Im Jahr 1868 war Deweese als Konkursverwalter tätig.
Politisch war er Mitglied der Republikanischen Partei. Nach der Wiederzulassung des Staates North Carolina zur Union wurde Deweese im vierten Wahlbezirk von North Carolina in das US-Repräsentantenhaus in Washington gewählt, wo er am 6. Juli 1868 sein neues Mandat antrat. Nach einer Wiederwahl bei den regulären Kongresswahlen des Jahres 1868 konnte er bis zu seinem Rücktritt am 28. Februar 1870 im Kongress verbleiben. Deweese war Vorsitzender des Ausschusses zur Kontrolle der Ausgaben des Innenministeriums und des Ausschusses, der sich mit Abfindungen aus der amerikanischen Revolutionszeit befasste.
John Deweese geriet während seiner Zeit als Kongressabgeordneter in Schwierigkeiten, als sich herausstellte, dass er gegen Geld Ernennungen an verschiedene Militärakademien vermittelte. Das führte zu einer offiziellen Rüge des Kongresses und schließlich zu seinem Rücktritt. Später wechselte Deweese zur Demokratischen Partei. Im Jahr 1876 war er Delegierter zur Democratic National Convention in St. Louis. Ansonsten praktizierte er wieder als Anwalt. Er starb am 4. Juli 1906 in der Bundeshauptstadt Washington und wurde auf dem Nationalfriedhof Arlington beigesetzt.